# Alexandru Jdanov
Alexandru Jdanov (n. 28 iunie 1932, Sculeni, România – d. 8 martie 2018, Chișinău, Republica Moldova) a fost un deputat moldovean în Parlamentul Republicii Moldova, ales în Legislatura 2005-2009 pe listele Partidului Comuniștilor.